# RoboGeisha
RoboGeisha (ロボゲイシャ?, RoboGeisha) è un film del 2009, diretto da Noboru Iguchi.

## Trama
Yoshie è una ragazza carina ma timida, che ha passato tutta la sua vita nell'ombra di sua sorella maggiore Kikue. Quest'ultima è infatti divenuta la geisha più popolare nella casa d'intrattenimento locale e tratta Yoshie sempre con disprezzo e con modi violenti, confinandola a fare le pulizie.
I loro rapporti però cambiano quando entrambe cadono sotto l'influenza di Hikaru Kageno, presidente della Kageno Corporation, che le rapisce e le addestra a diventare letali assassine per conto della multinazionale. Il progetto di Kageno è infatti quello di trasformare giovani geishe in assassine robotiche hi-tech con le quali conquistare il mondo.

## Produzione
Il film è stato trasmesso in anteprima il 3 ottobre 2009, ed è stato distribuito negli Stati Uniti dal 2010, dalla Funimation Entertainment.